# Engflåt
Engflåt (Dermacentor reticulatus) er en flåtart fra familien Ixodidae. Den er typearten for slægten Dermacentor og blev videnskabeligt beskrevet første gang af den danske zoolog Johan Christian Fabricius i 1794.
Engflåt blev konstateret første gang i Danmark i 2017 på en skudt guldsjakal.

## Udseende og udbredelse
Engflåt er omtrent dobbelt så stor som skovflåt og har et karakteristisk hvidt mønster på ryggen. Hunnen varierer i størrelse fra 3,8 – 4,2 mm (når den ikke har spist) til 10 mm, når den er opsvulmet med spist blod. Hannen er 4,2 – 4,8 mm når den ikke har spist.
Engflåt findes i Europa og Vestasien, generelt i skovklædte områder. Den findes også i græs langs vandløb, hvilket er årsagen til at den har fået det danske navn engflåt.

## Sygdomsbærer
Engflåt kan ved bid overføre bakterien Rickettsia raoultii som kan give infektioner i huden med sår på størrelse med en dansk femkrone. Den kan smitte hunde med parasitten Babesia Canis som giver sygdommen hundemalaria som kan være dødelig for hunde.